# Le Siècle
Le Siècle, sottotitolo «giornale politico, letterario e d'economia sociale» è stato un quotidiano francese stampato fra il 1º luglio 1836 e il 1932.

## Storia
Fondato da Armand Dutacq e finanziato dall'avvocato e deputato Odilon Barrot, rappresentò sotto la Monarchia di Luglio la sinistra dinastica che si opponeva a Guizot. Fu diretto da Hercules Guillemot quindi da François-Adolphe Chambolle per la parte politica; Louis Desnoyers si occupava della parte letteraria, alla quale collaborarono numerosi scrittori tra cui Charles Nodier, Léon Gozlan, Alphonse Karr, Jules Sandeau.
 Balzac vi pubblicò la sua prima edizione di Béatrix nell'agosto 1839, Une fille d'Ève tra dicembre 1838 e gennaio 1839, Pierrette nel gennaio 1840, La Fausse Maîtresse nel dicembre 1841, Albert Savarus nel 1842 ed Un homme d'affaires nel 1844. Nello stesso anno fu pubblicato a puntate il celeberrimo I tre moschettieri di Alexandre Dumas.
Subito in concorrenza con La Presse di Émile de Girardin, Le Siècle acquisì presto un vasto pubblico (30 000 abbonati nel 1839) e prosperò sino al 1848. All'indomani del Colpo di Stato del 2 dicembre 1851, Léonor-Joseph Havin, deputato della Manche, prese la direzione del giornale, che conservò sino alla morte, nel 1868. Durante tale periodo del Secondo Impero, Le Siècle divenne repubblicano, oppositore del regime di Napoleone III, ma comunque da questi ben accettato in ragione del sostegno che dava alla politica estera. Ben diffuso in tutto il paese presso il pubblico borghese e liberale, la sua tiratura aumentò sino a farne il più influente dei quotidiani francesi dell'epoca (35 000 copie nel 1870).
Nell'aprile 1870 il banchiere repubblicano Enrico Cernuschi acquisì una partecipazione di 600 000 franchi nel giornale, e si legò in amicizia col magistrato, uomo politico e redattore capo Gustave Chaudey.
Dall'ottobre 1870 al marzo 1871, il quotidiano venne pubblicato a Poitiers, poi a Bordeaux. Il 14 aprile 1871 Gustave Chaudey venne arrestato dai comunardi, per aver ordinato, come sindaco aggiunto, di sparare sulla folla all'Hôtel de Ville il 22 gennaio 1871; Chaudey fu giustiziato durante la Settimana di sangue su ordine del procuratore della Comune Raoul Rigault . 
Soppresso dalla Comune 15 maggio 1871, il giornale ritrovò sede a Parigi il 27, con la caduta della Comune stessa. Dopo tale data non riuscì a ritrovare l'influenza che aveva nel ruolo di opposizione. Sfuggito per poco all'esecuzione ordinata dal generale Lacretelle, Cernuschi lasciò il giornale e partì per un viaggio in Cina con l'amico Théodore Duret. Cernuschi vendette la sua quota del giornale nel 1879, quando la Terza Repubblica si era ormai consolidata.
Sotto la direzione di Yves Guyot, a capo della redazione dall'aprile 1892, Le Siècle adottò una nuova formula; si distinse durante l'Affare Dreyfus, sostenendo coraggiosamente il militare in articoli firmati soprattutto da Joseph Reinach, Raoul Allier e Félix Pécaut, e divenne in un certo modo l'organo della Ligue des Droits de l'homme, associazione politica nata proprio in seguito alla vicenda Dreyfus.
Pur conservando la sua importanza di giornale repubblicano della sinistra moderata e anticlericale, apprezzato per il suo stile elevato, Le Siècle perse progressivamente una gran parte di pubblico sino al 1917; chiuse i battenti definitivamente il 28 giugno 1932.